# Parminder Nagra
 (mai 2023).
Si vous disposez d'ouvrages ou d'articles de référence ou si vous connaissez des sites web de qualité traitant du thème abordé ici, merci de compléter l'article en donnant les références utiles à sa vérifiabilité et en les liant à la section « Notes et références ».
Parminder Nagra (parfois Parminder K. Nagra au début de sa carrière) est une actrice britannique, née le 5 octobre 1975 à Leicester.
Elle connaît une notoriété internationale en 2002 avec son rôle dans Joue-la comme Beckham.
Elle joue le rôle du Dr Neela Rasgotra dans la série Urgences. Elle joue ce rôle durant 6 ans jusqu'à la fin de la série, le 2 avril 2009.

## Biographie

### Jeunesse
Parminder Kaur Nagra est née à Leicester, en Angleterre. Ses parents sont des Pendjabis Jats et Sikhs, qui ont émigré du Pendjab vers la fin des années 1960. Son père était ouvrier et aurait divorcé de sa mère lorsqu'elle était enfant. Elle a une sœur aînée et deux frères cadets. Ils grandissent dans une petite maison mitoyenne du district de Belgrave, à Leicester, élevés par leur mère et leur beau-père, comptable dans l’entreprise de transport d’un cousin.
À sept ans, Parminder Nagra se brûle en cuisinant sur une gazinière lorsque son pantalon prend feu. Son oncle l’immerge aussitôt dans de l’eau froide, mais en retirant les tissus brûlés, une partie de sa peau s’arrache, laissant une cicatrice sur sa jambe droite. Cette histoire est reprise dans le film Joue-la comme Beckham, avec quelques modifications : on raconte que son personnage se brûle en cuisinant des baked beans, et c’est sa sœur qui lui enlève son pantalon en feu.

### Éducation et débuts au théâtre
Parminder Nagra fréquente la Northfield House Primary School à Leicester. Au sein du Soar Valley College (en), elle joue de l'alto dans l'orchestre des jeunes et c'est aussi là qu'elle joue dans ses premières pièces de théâtre. Quelques mois après avoir obtenu son A-level (équivalent du baccalauréat), elle est contactée par un ancien professeur de théâtre, Jez Simons. Il lui propose de devenir membre à part entière de la compagnie de théâtre basée à Leicester, la Hathi Productions, dont Jez Simons est le directeur artistique. Elle accepte et participe en tant que choriste à la comédie musicale Nimai, présentée au Leicester Haymarket en 1994. Après seulement une semaine de répétition, elle quitte son rôle de choriste pour jouer le rôle principal. Simons rappelle que Parminder Nagra est aussi bonne chanteuse que bonne actrice, et qu'elle est meilleure que certaines autres actrices, ce qui amène Simons à la choisir comme nouvelle tête de file de sa compagnie. Parfois, Parminder Nagra se décrit comme « être tombée » dans le théâtre et dans le cinéma à la suite de la tournure inattendue des évènements.

### Ses années à Londres
Parminder Nagra quitte Leicester pour Londres où, renonçant à l'université, elle poursuit sa carrière théâtrale avec l'ambition de devenir actrice, qu'elle a depuis son enfance. Elle obtient son premier travail à Londres dans le domaine du théâtre en 1994 quand elle joue le rôle de la Princesse dans la pièce La Belle au bois dormant au Theatre Royal Stratford East (en). Bien que la plupart des critiques semblent impressionnés par le spectacle, la performance de Parminder Nagra est surtout remarquable par le fait qu'elle joue un personnage traditionnellement blanc alors qu'elle est une femme de couleur. Après La Belle au bois dormant, elle travaille avec des petites compagnies de théâtre indiennes comme Tara Arts et Tamasha. Ces rôles la conduisent finalement à des apparitions radiophoniques et télévisées qui permettent à sa carrière de se préciser[pas clair] tout au long des années 1990. Elle apparaît aussi dans La 6e merveille du Monde : l'Histoire de Kali Tutti[Quoi ?], en 1994.
En 1996, Parminder Nagra obtient un petit rôle dans Fair Ladies at a Game of Poem Cards écrit par Chikamatsu Monzaemon, qu'elle interprète au Royal National Theatre à Cottesloe. C'est ici qu'elle rencontre l'acteur irlandais Kieran Creggan, avec qui elle aménage dans un appartement à Kennington, au sud de Londres. Leur relation dure cinq ans.
Bien qu'elle manque officiellement de cours de théâtre, Parminder Nagra signe avec un agent chevronné basé à Londres, Joan Brown. Elle joue alors ses premiers rôles à la télévision - un petit rôle dans la série médicale britannique Casualty, et un autre petit rôle dans le téléfilm King Girl, où elle interprète une membre grossière d'un gang de filles. En 1997, Parminder Nagra fait une apparition dans la trilogie Turning World, dans laquelle on retrouve Roshan Seth. L'année suivante, elle fait une seconde apparition dans Casualty. En 1999, elle joue le rôle d'une employée de dépannage dans le téléfilm Donovan Quick, dont le personnage principal est interprété par Colin Firth. Elle apparaît aussi dans la comédie britannique Delhi Royal et joue dans des pièces radiophoniques écrites entre autres par Tanika Gupta (en). En 1998, Parminder Nagra joue dans Dancing Girls of Lahore, une pièce radiophonique coécrite par Shaheen Khan (en), sa future partenaire dans Joue-la comme Beckham. En 2001, Parminder Nagra double la voix d'une jeune fille musulmane dans Arena : The Veil, un docu-fiction sur les femmes qui choisissent de porter le voile. Peu de temps après Fair Ladies at a Game of Poem Cards, elle joue dans Oh Sweet Sita, une adaptation d'un mythe indien sur Rāma et son épouse Sītā. En jouant le rôle de Sītā, elle retient l'attention de la réalisatrice Gurinder Chadha.
Les autres apparitions de Parminder Nagra sur scène sont nombreuses durant cette période. Elle apparaît dans Skeleton (1997) où sa performance est saluée par les critiques pour ses yeux brillants de vivacité dans le rôle de la fille du village. Elle joue aussi le rôle d'un garçon hindou accidentellement abandonné au Pakistan et élevé par un couple musulman dans A Tainted Dawn (1997). Dans Fourteen Songs et Two Weddings & A Funeral (1998), elle démontre ses talents à jouer un rôle romantique, là aussi acclamée par les critiques. On l'aperçoit également dans Krishna's Lila - A Play of the Asian World (1999), une comédie qui raconte l'audition de cinq personnes pour jouer dans une pièce controversée. Elle joue aussi dans The Square Circle (1999), une pièce contant la lutte d'une paysanne analphabète qui devient victime d'un viol. Enfin, elle apparait dans River on Fire (2000), un récit d'Antigone de Sophocle, dans le rôle de Kiran.

### Joue-la comme Beckham
Joue-la comme Beckham est le premier grand film dans lequel Parminder Nagra joue. Dans ce film, réalisé par la réalisatrice britannique Gurinder Chadha, elle côtoie les acteurs Jonathan Rhys Meyers, Anupam Kher, Shaheen Khan et Keira Knightley, pour lesquels c'est également une percée dans le monde cinématographique. Parminder Nagra joue le rôle de Jessminder "Jess" Bhamra, une adolescente sikh joueuse de football qui idolâtre la superstar du football David Beckham. Jess supplie ses parents de pouvoir poursuivre son rêve de jouer au football.
Ce film à petit budget est un succès immense au Royaume-Uni puis un succès international ; le film rapporte finalement 76 583 333 $ au box-office mondial. Le script, coécrit par Gurinder Chadha, son époux Paul Mayeda Berges et Guljit Bindra, est pensé pour Parminder Nagra. Alors qu'au départ, cette dernière se montre indifférente à l'égard du football, elle trouve finalement le scénario à la fois drôle et touchant. Elle passe ainsi l'audition et accepte finalement le rôle. Parminder Nagra doit faire un entraînement intensif de football en salle de dix semaines, dirigé par l'entraîneur réputé Simon Clifford, avec des exercices rigoureux de neuf heures par jour. Elle apprend donc à jouer au football à un niveau assez élevé, comme elle le fait dans le film. En clin d'œil à la vie réelle de Parminder Nagra, la réalisatrice Gurinder Chadha écrit une scène à propos de la cicatrice réelle de l'actrice.
Parminder Nagra reçoit des critiques élogieuses pour sa performance. Elle obtient plusieurs nominations et récompenses pour ce rôle, dont le FIFA Presidential Award (en) en 2002.

### AprèsJoue-la comme Beckham
Parminder Nagra apparaît dans plusieurs autres films peu de temps après la fin du tournage de Joue-la comme Beckham. Elle incarne Areida, la meilleure amie d'Anne Hathaway, dans Ella au pays enchanté. De plus, elle joue également dans deux rôles notables à la télévision pour Channel 4 : Viola/Cesario dans la version multiculturelle de La Nuit des rois de Shakespeare ; et Heere Sharma dans la série anglo-indienne Deuxième Génération, réalisée par Jon Sen et où joue également l'acteur Om Puri, vaguement basée sur Le Roi Lear de Shakespeare également.
Bien que Deuxième Génération soit un énorme flop en termes d'audience, cette série rencontre un vif succès de la part des critiques. Entre autres, le magazine The Observer place cette série dans le top 10 des séries britanniques de 2003. Grâce à cette sérié, Parminder Nagra remporte le prix Ethnic Multicultural Media Academy (EMMA). Pour ce rôle, elle doit trouver le courage de faire quelques scènes d'amour, ce qu'elle avait auparavant juré de pas tourner en tant qu'actrice. Par ailleurs, en tournant la dernière scène de la série à Calcutta, Parminder Nagra découvre pour la première fois l'Inde, le pays d'origine de ses parents.

### Urgenceset Hollywood

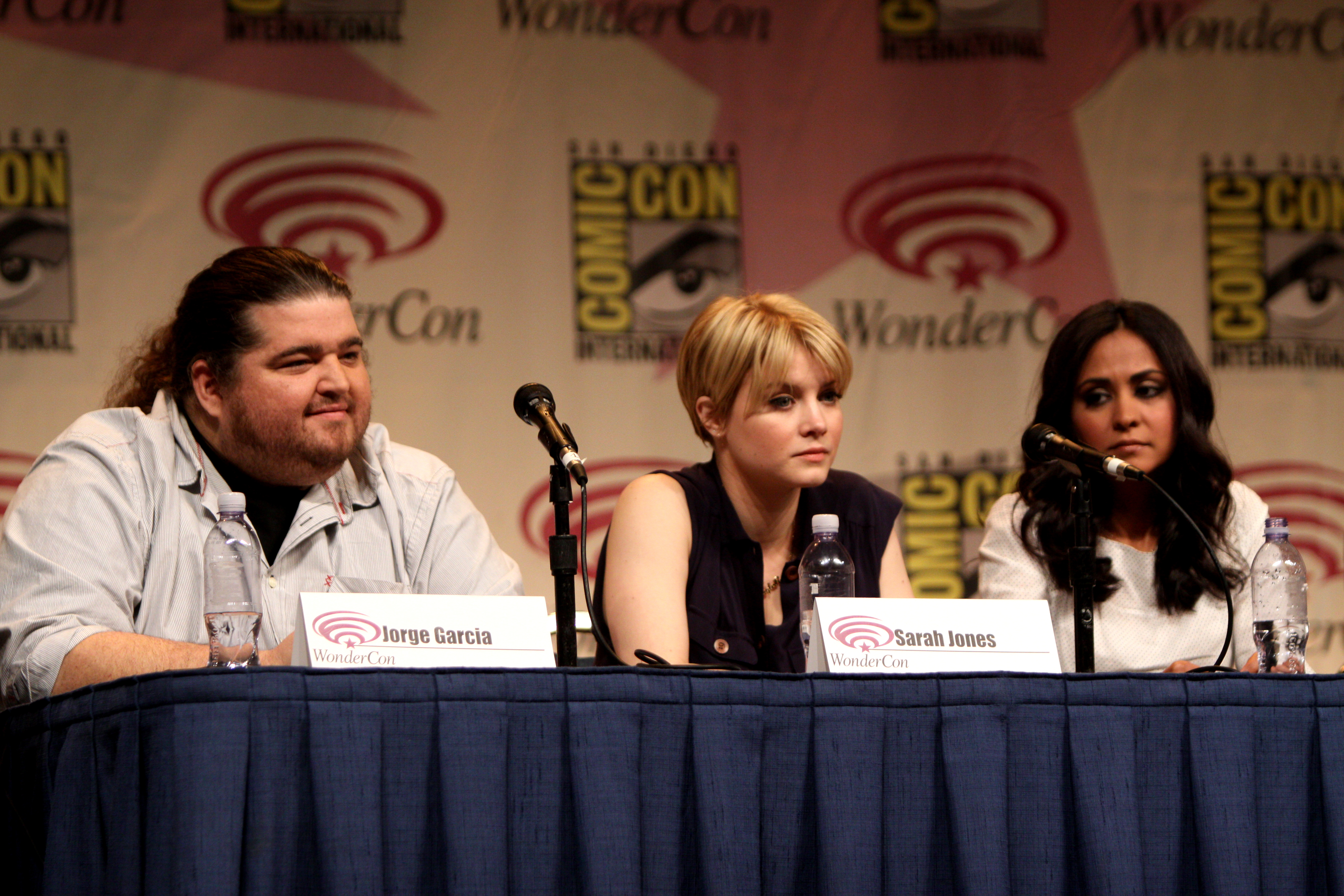
Parminder Nagra sur un plateau pour la promotion de la série télévisée de la Fox Alcatraz, avec les autres acteurs de la série Jorge Garcia et Sarah Jones.

Alors qu'elle fait la promotion de Joue-la comme Beckham à Los Angeles, Parminder Nagra est informée par son agent que le producteur de la série Urgences, John Wells, est intéressé pour la rencontrer. La réalisatrice Gurinder Chadha déclare en 2007 que, étant amie avec Wells, elle a arrangé ce rendez-vous en recommandant l'actrice pour interpréter un nouveau personnage, indien, dans Urgences.
Ainsi, John Wells propose tout de suite à Parminder Nagra de rejoindre l'équipe, ce qu'elle accepte immédiatement : « J'ai dû rester assise et la jouer professionnelle, alors que j'avais envie de sauter partout et courir autour de la pièce en criant ». Peu de temps après le rendez-vous, l'actrice signe un contrat d'un an, qui inclut également une option pour trois ans supplémentaires. Malgré ce nouveau statut, elle déclare : « Je ne pense pas qu'Hollywood m'ait tellement changé. La première chose à laquelle j'ai pensé quand je suis arrivée c'est d'acheter de la farine de chapati et des lentilles. »
Dans Urgences, Parminder Nagra interprète ainsi une étudiante en médecine, Neela Rasgotra, au County General Hospital, qui apparaît durant la dixième saison, dans l'épisode Et maintenant ? John Wells adapte le personnage en fonction de Parminder Nagra. Elle peut donc jouer son personnage en gardant son accent britannique, en jouant une Anglo-Indienne diplômée de Yale. Elle apparaît dans vingt-et-un des vingt-deux épisodes de la saison 10, dont l'épisode 12 (Réa Neo Nat) et l'épisode 17 (L'Externe), dans lesquels son personnage joue un rôle central. Noah Wyle, en annonçant son départ de la série, décrit Parminder Nagra comme étant le « futur » d'Urgences. Les médias approuvent cette déclaration. À partir de l'épisode 4 de la saison 15 (Famille en danger), après les départs de Goran Visnjic, Maura Tierney et Mekhi Phifer, Parminder Nagra est la plus ancienne et la plus connue de l'équipe d'Urgences jusqu'à la fin de la série lors du final de deux heures NFS, chimie, iono... rideau !
Parminder Nagra a par ailleurs l'honneur de porter la flamme olympique quand cette dernière passe à Londres sur la route d'Athènes pour les Jeux olympiques d'été de 2004.
Puis elle finit de tourner la saison 11 de Urgences en 2005 et retourne dans sa ville natale, Leicester, pour travailler avec le réalisateur Amit Gupta sur sa série Love in Little India, dans laquelle elle joue le premier rôle. En 2006, elle est nommée pour l'Asian Excellence Award, dans la catégorie « Performance féminine exceptionnelle à la télévision », pour son travail dans Urgences, avant de remporter la récompense dans la même catégorie en 2007. Parminder Nagra est également récompensée par un Doctorat de lettres honorifique par l'Université de Leicester, le 11 juillet 2007.
En 2008, Parminder Nagra prête sa voix au personnage de Cassandra dans le dessin animé Batman: Gotham Knight.
Début 2012, elle joue un rôle dans la série Alcatraz, qui est toutefois annulée au bout d'une seule saison faute d'audience. L'année suivante, elle tient le rôle de l'agent de la CIA Meera Malick dans la première saison de la série The Blacklist, diffusée sur NBC. La série est un succès d'audience et critique.

### Vie privée
Le 17 janvier 2009, Parminder Nagra se marie avec son compagnon, le photographe James Stenson (né en février 1972), avec qui elle est en couple depuis sept ans. Deux cérémonies sont organisées : une cérémonie civile et une cérémonie sikh. Ses collègues, acteurs d'Urgences, Scott Grimes et John Stamos, assistent à la cérémonie et son ancienne collègue, également ex-actrice d'Urgences, Maura Tierney, officie la cérémonie. Le couple a un fils, Kai David Singh Stenson, né le 19 mai 2009. Le 8 février 2012, les magazines people annoncent que Parminder Nagra demande le divorce,.

## Filmographie

### Cinéma
- 1991 : Dushmani Jattan Di
- 1999 : Park Stories
- 2002 : Joue-la comme Beckham (Bend It Like Beckham) : Jesminder 'Jess' Kaur Bhamra
- 2003 : Mission: Space : la directrice de vol
- 2004 : Ella au pays enchanté (Ella Enchanted) : Areid
- 2005 : Maya the Indian Princess (Voix)
- 2007 : In Your Dreams : Charlie
- 2008 : Batman: Gotham Knight : Cassandra (voix)
- 2018 : Bird Box de Susanne Bier : docteur Lapham

### Télévision

#### Séries télévisées
- 1996 et 1998 : Casualty : Asha Guptah / Ayisha
- 1997 : Turning World : Sabina
- 1998 : Delhi Royal : rôles variés
- 2000 : Holby City : Tina
- 2001 : Judge John Deed : Ishbel McDonald
- 2002 : Always and Everyone : Sunita Verma
- 2003-2009 : Urgences (ER) : Dr Neela Rasgotra
- 2012 : Alcatraz : Lucy
- 2013 : Psych : Enquêteur malgré lui : Rachael
- 2013-2014 : Blacklist : l'agent de la CIA Meera Malik (21 épisodes)
- 2015 : NCIS : Los Angeles, saison 6, épisode 16 : Ella Desai
- 2016 : Marvel : Les Agents du SHIELD : la sénatrice Rota Nadeer
- 2017-2018 : Fortitude : Dr Surinder Khatri
- 2018 : 13 Reasons Why : Priya Singh, la nouvelle conseillère d’orientation
- 2018 : Elementary, saison 6 : l'agent spécial Mallik, FBI
- 2021 : Intergalactic : Rebecca Harper, mère de Ash et cheffe de la sécurité galactique du Commonworld
- 2022- : DI Ray : DI Rachita Ray

#### Téléfilms
- 1996 : King Girl : Ayshe
- 1999 : Donovan Quick : Radhika
- 2002 : The Swap : une receptionniste de l'hôtel
- 2003 : Twelfth Night, or What You Will (téléfilm) : Viola
- 2003 : Second Generation : Heere Sharma / Sonali Sharma
- 2008 : Compulsion (en) : Anjika Indrani
- 2011 : Horrible Henry - Le Film (en)

### Jeu vidéo
- 2011 : Earth Defence Force Insect Armageddon : Ops (voix)

## Distinctions
| Année | Évènement                                               | Catégorie                                                                           | Résultat   | Films / séries        |
| ----- | ------------------------------------------------------- | ----------------------------------------------------------------------------------- | ---------- | --------------------- |
| 2008  | Asian Excellence Awards                                 | Performance féminine exceptionnelle à la télévision                                 | Nomination | Urgences              |
| 2007  | Asian Excellence Awards                                 | Performance féminine exceptionnelle à la télévision                                 | Lauréat    | Urgences              |
| 2006  | Morgan Stanley Great Britons Awards                     | Arts                                                                                | Nomination |                       |
| 2005  | South Asian Students' Alliance                          | Reconnaissance d'un prix exceptionnel Performance exceptionnelle en tant qu'actrice | Lauréat    | Urgences              |
| 2004  | Teen Choice Awards                                      | Meilleure nouvelle star féminine de télévision                                      | Nomination | Urgences              |
| 2004  | Ethnic Multicultural Media Awards                       | Meilleure actrice de télévision                                                     | Lauréat    | Deuxième Génération   |
| 2004  | Movieline Young Hollywood Awards                        | Percée cinématographique en tant qu'actrice                                         | Lauréat    | Joue-la comme Beckham |
| 2004  | Internet Movie Awards                                   | Meilleure percée cinématographique                                                  | Nomination | Joue-la comme Beckham |
| 2003  | Empire Awards                                           | Meilleure révélation                                                                | Nomination | Joue-la comme Beckham |
| 2003  | Festival du film d'Hollywood                            | Actrice d'Hollywood de l'année                                                      | Nomination | Joue-la comme Beckham |
| 2003  | Ethnic Multicultural Media Awards                       | Meilleure actrice dans un film                                                      | Nomination | Joue-la comme Beckham |
| 2002  | FIFA                                                    | FIFA Presidential Award (en)                                                        | Lauréat    | Joue-la comme Beckham |
| 2002  | Festival international du cinéma au féminin de Bordeaux | Golden Wave Meilleure comédienne dans un long métrage                               | Lauréat    | Joue-la comme Beckham |
| 2002  | British Independent Film Awards                         | Révélation la plus prometteuse                                                      | Nomination | Joue-la comme Beckham |
| 2002  | Prix du cinéma européen                                 | Prix du public : meilleure actrice                                                  | Nomination | Joue-la comme Beckham |

## Voix francophones
| - Vanina Pradier dans : - Urgences (série télévisée) - Alcatraz (série télévisée) - Psych : Enquêteur malgré lui (série télévisée) - Blacklist (série télévisée) - Bird Box | - Sylvie Jacob dans : - Joue-là comme Beckham, - Marvel : Les Agents du SHIELD (série télévisée) et aussi - Nathalie Karsenti dans The Whole Truth (série télévisée) - Isabelle Desplantes dans 13 Reasons Why (série télévisée) - Géraldine Asselin dans Intergalactic (série télévisée) |